# Chiesa Chiesa
Chiesa chiesa è un album della cantante e musicista Giovanna Marini, pubblicato nel 1967. Il disco contiene, sulla prima facciata, otto canti popolari, abruzzesi e laziali, cantati e rivisitati dalla Marini,  e, sulla seconda facciata, il canto Chiesa chiesa, composto e interpretato dalla stessa Marini.
La prima facciata è stata registrata nello studio Sound's Paths di Boston nel febbraio 1965; la seconda facciata invece è stata registrata a Roma presso lo studio Krites nel luglio del 1967. Il disco è su acetati Phonogram di Milano e la trascrizione è stata curata dal tecnico Gennaro Carone.

## Tracce
Lato A
1. Ninna nanna
2. Canto prima delle nozze
3. Fior di tomba
4. Ma che me jova a me
5. Cecilia
6. Santa Barbara
7. Celestina
8. È partita una nave da Roma

Lato B
1. Chiesa chiesa

## Produzione
- I Dischi del Sole - DS 149/151/CL ottobre 1967
- Edizioni del gallo – Milano
- La copertina e la fotografia sono dell'artista Roberto Maderna